# Приусадебное хозяйство
«Приуса́дебное хозя́йство» (укр. Присадибне господарство) — російський журнал. Головна редакція знаходиться у м. Москва. Журнал зареєстрований і має свідоцтво ЗМІ № ФС77-42725 від 16 листопада 2010 р.

## Історія
Заснований у 1981 році, як додаток до журналу «Сєльская Новь». Спочатку виходив один раз у два місяці і видавався Союзним об'єднанням «Агропроміздат». В радянський період журнал мав наклад майже 5 млн примірників.